# Casson

Localització de Casson

Casson  (en bretó Kazon) és un municipi francès, situat a la regió de país del Loira, al departament de Loira Atlàntic, que històricament va formar part de la Bretanya. L'any 2006 tenia 2.012 habitants. Limita al nord-est amb Nort-sur-Erdre, al sud-est amb Sucé-sur-Erdre, al sud-oest amb Grandchamp-des-Fontaines i al nord-oest amb Héric.

## Demografia
Evolució demogràfica
| 1793 | 1800 | 1806 | 1821 | 1831 | 1836 | 1841 | 1846 | 1851 |
| ---- | ---- | ---- | ---- | ---- | ---- | ---- | ---- | ---- |
| 862  | 804  | 900  | 869  | 912  |      | 997  | 991  | 1068 |

| 1856 | 1861 | 1866 | 1872 | 1876 | 1881 | 1886 | 1891 | 1896 |
| ---- | ---- | ---- | ---- | ---- | ---- | ---- | ---- | ---- |
| 1062 | 1114 | 1109 | 1163 | 1090 | 1146 | 1146 | 1165 | 1173 |

| 1901 | 1906 | 1911 | 1921 | 1926 | 1931 | 1936 | 1946 | 1954 |
| ---- | ---- | ---- | ---- | ---- | ---- | ---- | ---- | ---- |
| 1144 | 1189 | 1095 | 924  | 887  | 834  | 782  | 719  | 714  |

| 1962                                                                | 1968 | 1975 | 1982 | 1990 | 1999 | 2006 |  |  |
| ------------------------------------------------------------------- | ---- | ---- | ---- | ---- | ---- | ---- |  |  |
| 690                                                                 | 647  | 608  | 974  | 1202 | 1320 | 2012 |  |  |
| Des de 1962: Població sense dobles comptes - Fonts: Insee i Cassini |      |      |      |      |      |      |  |  |

## Administració
| Període | Identitat      | Partit        |
| ------- | -------------- | ------------- |
| 2001-   | Albert Frémont | Divers droite |